# Виламовице
Виламовице (пољ. Wilamowice) је град у Пољској у Војводству Шлеском у Повјату бјелском. Према попису становништва из 2011. у граду је живело 2.958 становника.
.

## Становништво
Према прелиминарним подацима са пописа, у граду је 2011. живело 2.958 становника.
| 2002. | 2011. | 2012. |
| ----- | ----- | ----- |
| 2.831 | 2.958 | 3.011 |

## Партнерски градови
- Кишујсалаш